# Municipio de Pottawatomie (condado de Franklin)
El municipio de Pottawatomie (en inglés: Pottawatomie Township) es un municipio ubicado en el condado de Franklin en el estado estadounidense de Kansas. En el año 2010 tenía una población de 605 habitantes y una densidad poblacional de 5,99 personas por km².

## Geografía
El municipio de Pottawatomie se encuentra ubicado en las coordenadas 38°26′25″N 95°7′35″O / 38.44028, -95.12639. Según la Oficina del Censo de los Estados Unidos, el municipio tiene una superficie total de 100.98 km², de la cual 99,85 km² corresponden a tierra firme y (1,11 %) 1,12 km² es agua.

## Demografía
Según el censo de 2010, había 605 personas residiendo en el municipio de Pottawatomie. La densidad de población era de 5,99 hab./km². De los 605 habitantes, el municipio de Pottawatomie estaba compuesto por el 98,68 % blancos, el 0,17 % eran amerindios, el 0,33 % eran asiáticos, el 0,17 % eran de otras razas y el 0,66 % eran de una mezcla de razas. Del total de la población el 1,16 % eran hispanos o latinos de cualquier raza.